# Stig Josefson
Stig Allan Josefson (i riksdagen kallad Josefson i Arrie), född 6 maj 1921 i Västra Klagstorps församling, Malmöhus län, död 14 december 1996 i Eskilstorps församling, Malmöhus län, var en svensk lantbrukare och politiker för Centerpartiet.
Josefson var ledamot av riksdagens andra kammare 1966–1970, invald i Malmöhus läns valkrets.